# Reetsberg
Der Reetsberg nahe Küstelberg im nordrhein-westfälischen Hochsauerlandkreis ist ein 791,6 m ü. NHN hoher Berg des Rothaargebirges.

## Geographie

### Lage
Der Reetsberg liegt im Nordostteil des Rothaargebirges im Naturpark Sauerland-Rothaargebirge zwischen Winterberg im Westsüdwesten und Medebach im Ostsüdosten. Sein Gipfel erhebt sich knapp 2 km südsüdöstlich von Küstelberg (zu Medebach), rund 2,5 km östlich von Elkeringhausen (zu Winterberg) und etwa 3,5 km westnordwestlich des Augustinerinnenklosters Glindfeld (zu Medebach). Sein Nordausläufer ist der Große Höcherkopf (764,3 m), der Südostausläufer die Junge Grimme (782,1 m) und der Westausläufer der Rösberg (785,7 m). Der westsüdwestliche Nachbarberg des Reetsbergs ist die Alte Grimme (754,9 m) und der nordnordöstliche, jenseits des Großen Höcherkopfs, ist der Schlossberg (790,8 m).
Der Berg liegt auf der Nahtstelle von Glindfelder Wald im Osten und Elkeringhauser Wald im Westen, und auf ihm liegt der Waldbesitz der Interessenten Küstelberg. Über die Hochlagen zwischen Reetsberg und Junger Grimme verläuft der Uplandweg.
Am Ortsrand von Küstelberg und damit am Nordfuß des Reetsbergs entspringt die Orke, unweit nordnordwestlich des Berggipfels deren Zufluss Reetsbergsiepen, etwas ostnordöstlich der Gelängebach und südlich dessen Zufluss Eckeringhauser Siepen sowie südwestlich der Deutmecke-Zufluss Mückenhohlchen.

### Naturräumliche Zuordnung
Der Reetsberg gehört in der naturräumlichen Haupteinheitengruppe Süderbergland (Nr. 33) in der Haupteinheit Rothaargebirge (mit Hochsauerland) (333) zur Untereinheit Hohe Seite (333.7). Die Landschaft fällt nach Norden in den Naturraum Harfeld (333.56) ab; nach Nordosten leitet sie in den Naturraum Grafschafter Kammer (mit Upländer Tor) (332.52) über, und nach Nordosten fällt sie in den Naturraum Hardt und Wipperberg (332.51) ab, die beide in der Haupteinheit Ostsauerländer Gebirgsrand (332) zur Untereinheit Grafschafter Bergland (332.5) zählen.

## Schutzgebiete
Auf dem Reetsberg liegen Teile des Naturschutzgebiets (NSG) Waldreservat Glindfeld <LP Medebach> (CDDA-Nr. 319281), das 2002 gegründet wurde und 21,53 km² groß ist, und auf seinem Ausläufer Rösberg solche des NSG Waldreservat Glindfeld <LP Winterberg> (CDDA-Nr. 389938; 2008; 2,1 km²). Auf dem Reets- und Rösberg befinden sich auch Teile der Fauna-Flora-Habitat-Gebiete Waldreservat Glindfeld-Orketal (mit Nebentälern) (FFH-Nr. 4817-304; 29,97 km²) und Oberes Orketal (FFH-Nr. 4717-306; 2,69 km²). Zudem erstreckt sich dort auch ein Teil des Landschaftsschutzgebiets Medebach (CDDA-Nr. 345073; 1983; 44,68 km²).